# Василий (Кривошеин)
Архиепи́скоп Васи́лий (в миру Все́волод Алекса́ндрович Кривоше́ин; 17 июля (30 июля) 1900, Санкт-Петербург — 22 сентября 1985, Ленинград) — епископ Русской Церкви, проживавший в Западной Европе; c 31 мая 1960 года архиепископ Брюссельский и Бельгийский. Учёный-патролог.

## Биография

### До эмиграции
Родился 17 (30) июля 1900 году в Териокской волости Выборгской губернии Великого княжества Финляндского. Вероятнее всего, семейство Кривошеиных проводило лето в этой дачной местности под Петербургом.
Крещён 30 июля (12 августа) в церкви Казанской иконы Божией Матери селения Териоки. Как записано в метрической книге, восприемниками были дворянин Карпов Александр Геннадиевич и фрейлина Их Императорских Величеств, Государынь Императриц Казем-Бек Параскева Александровна. Крещение совершил священник Петр Поташев.
Окончил гимназию в 1916 году, учился на историко-филологических факультетах Петербургского университета и Московского университета.
Во время Февральской революции в Петрограде был студентом университета (в этом качестве стал одним из персонажей книги А. И. Солженицына «Март Семнадцатого»). В годы Гражданской войны воевал в Добровольческой армии.

### Эмиграция
После тяжёлого обморожения (в результате которого потерял два пальца на руке) был вывезен в конце 1919 года из Новороссийска в Каир, откуда переехал в Париж.
Участвовал в деятельности Русского христианского студенческого движения.

### Афонский монах
В 1925 году совершил паломничество на Афон, после которого остался послушником в Свято-Пантелеимоновом монастыре.
24 марта 1926 году был пострижен в рясофор с именем Валентин, а 5 марта 1927 году — в мантию с именем Василий.
В 1929—1942 годы был монастырским секретарём, с 1937 года — соборным старцем (членом монастырского собора).
В 1942—1945 годы являлся антипросопом (постоянным представителем) монастыря в Киноте Святой Горы, а в 1944—1945 годы также входил в состав Эпистасии (административного органа Афона).
Изучил греческий язык, во время пребывания на Афоне занимался научной работой. Как монастырский секретарь-грамматик, а впоследствии полномочный представитель (антипросоп) Пантелеимонова монастыря в Священном Киноте Святой Горы, был допущен к афонским архивам древних рукописей. Опубликовал исследование «Аскетическое и богословское учение св. Григория Паламы» (издано в Праге в 1936 году в ежегоднике Seminarium Kondakovianum; переведено на английский и немецкий языки), после чего приобрёл международную известность как учёный-патролог. Видел значение трудов св. Григория Паламы для православного богословия в том, что он «своим учением о несозданном Свете и Божественных энергиях… подвел неразрушимый богословский базис под традиционное мистическое учение Православной Церкви». Защищал эти труды от критики со стороны некоторых католических учёных.
Выступил против ограничительных мер греческих властей, которые препятствовали приезду на Афон монахов, имеющих иностранное гражданство, в частности, русских беженцев. В результате, прожив на Афоне 22 года, в сентябре 1947 года был вынужден покинуть Святую Гору, продолжая официально числиться в братии Свято-Пантелеимонова монастыря.
После войны некоторые монахи славянских монастырей были обвинены в сотрудничестве с оккупантами. Так, 25 сентября 1947 года было сфабриковано судебное дело (протокол 394/25-9-47), которым осуждался на два года антипросоп Русского Свято-Пантелеимонова монастыря монах Василий (Кривошеин). Ему инкриминировали подписание среди прочих антипросопов письма канцлеру Германии Гитлеру. Вместе с Василием со Святой Горы было выдворено несколько других монахов-славян. Позднее, уже в начале 70-х годов, сам архиепископ Василий писал: «В греческой печати вновь возобновились нападки на русское монашество на Афоне. <…> Это всё перепевы старого: русские не имеют никаких прав на Пантелеимоновский монастырь, русские монахи хотят захватить Афон, они — органы панславизма, чуждый и вредный элемент и так далее».
И хотя монах Василий вплоть до 1955 года боролся за восстановление справедливости и снятие с себя ложных обвинений, до самой его смерти в 1985 году он не получил удовлетворительного ответа на эти вопросы.

### Служение в Великобритании
В феврале 1951 года переехал в Оксфорд и перешёл в Московский Патриархат. В 1970-е годы на вопрос своего племянника Никиты Кривошеина «о причинах в силу которых, кстати, при свободе выбора, он, эмигрант и белый офицер, решился пребывать в лоне РПЦ», отвечал: «Ответ его был чётким: „Ради будущего. Внутри Церкви необходима преемственность хоть какой-то части людей свободных, могущих быть опорой для лучшей части иерархии внутри страны, людей хотящих и не боящихся говорить правду“. Сам Владыка так и поступал, что в Брюсселе, что в Советском Союзе. С уверенностью он добавил, что „если не он, то я увижу как будут переосвящаться кремлёвские соборы“ Это было пророчество, но мне тогда подумалось, что пожилой человек принимает желаемое за действительное!»
21 мая 1951 года был рукоположён в сан иеродиакона, а 22 мая того же года — в сан иеромонаха, был помощником настоятеля Оксфордской церкви святого Николая.
Во время работы в Оксфорде участвовал в подготовке издаваемого Оксфордским университетом Богословского словаря греческого патристического языка. В сентябре 1951 был делегатом Первого Международного съезда патрологов, принимал участие в каждом из оксфордских патрологических съездов (всего в 1951—1979 состоялось девять таких съездов). Принимал участие в съездах и собраниях Содружества св. Албания и преп. Сергия.
25 января 1957 года возведён в сан архимандрита.
26 мая 1958 года постановлением Священного Синода был назначен вторым викарием экзарха Московского Патриархата в Западной Европе архиепископа Клишийского Николая (Ерёмина) с титулом епископа Волоколамского и пребыванием в Париже. Хиротония архимандрита Василия, однако, несколько задержалась из-за трудностей с получением французской визы.
С марта 1959 года — настоятель Благовещенского храма в Оксфорде.

### Архиерей
14 июня 1959 года в Лондоне, в храме Успения Пресвятой Богородицы, была совершена хиротония архимандрита Василия во епископа Волоколамского, второго викария Патриаршего Экзарха в Западной Европе. Хиротонию совершили архиепископ Николай (Ерёмин) и епископ Сергиевский Антоний (Блум).
С ноября 1959 был помощником архиепископа Клишийского Николая во Франции.
31 мая 1960 года решением Священного Синода назначен епископом Брюссельским и Бельгийским. 21 июля того же года возведён в сан архиепископа.
За время управления Брюссельской епархией, кроме существовавшего ранее русского Никольского храма открыл ещё три бельгийских храма со службой на французском и на фламандском языках в Брюсселе, фламандский храм в Хассельте и фламандский скит около Диксмюнде.
Посвятил многие годы изучению трудов преподобного Симеона Нового Богослова. Подготовил трёхтомное научное издание его «Огласительных слов» во французской патристической серии Sources Chrétiennes. Итогом исследовательской работы учёного стало капитальное исследование «Преподобный Симеон Новый Богослов. Жизнь. Духовность. Учение», вышедшее во Франции в 1980 на русском и французском языках. Это первое в русской церковной науке систематическое изложение мистического и догматического богословия преподобного Симеона. В этом труде архиепископ Василий обратил внимание на теснейшую связь непосредственного духовного опыта преп. Симеона с догматическим учением православной церкви, а также подчеркнул внутреннее единство его умозрения.
Переводил на русский язык труды преподобного Макария Египетского. Возглавлял редакционный комитет «Вестника Русского Западно-европейского патриаршего экзархата».
Был активным участником богословского диалога с иными церквями, в начале 1960-х был в делегации РПЦ МП Родосских Всеправославных совещаний.
Провёл большую работу, целью которой было усиление контакта с Англиканской церковью, с 1969 — член Международной православной комиссии по диалогу с Англиканской церковью.
Участник многих научных, богословских и экуменических форумов. В 1977, после долгого перерыва, смог посетить Афон.
На Поместном соборе Русской православной церкви 1971 высказывался за тайное голосование при избрании Патриарха (однако прошло устраивающее власти решение об открытом голосовании). Резко критиковал постановление Архиерейского собора 1961, которым права настоятелей приходов были ущемлены в пользу церковных старост, назначавшихся по указанию государства. В 1980 направил телеграмму Л. И. Брежневу, в которой выразил протест по поводу ареста священника Дмитрия Дудко. В телеграмме, в частности, говорилось: «В качестве епископа, принадлежащего к Московской Патриархии, я требую немедленного освобождения сего достойного священнослужителя». Высказал в бельгийской прессе своё решительное неприятие арестов священников Глеба Якунина и Дмитрия Дудко: «Я возмущён этими арестами и всеми формами религиозного преследования со стороны государства».
В сентябре 1985 приехал в Ленинград (всего, начиная с 1956, посещал СССР около 20 раз), где скончался от инсульта. Похоронен на Серафимовском кладбище (16 уч.) в Петербурге.

## Семья
- Отец — российский государственный деятель Александр Васильевич Кривошеин (1857—1921). Министр земледелия Российской Империи (соратник Столыпина) и Председатель правительства Юга России генерала Врангеля (1920)
- Мать  — Елена Геннадиевна, урождённая Карпова (1870—1942), дочь Геннадия Фёдоровича Карпова и Анны Тимофеевны Морозовой, дочери купца  Т. С. Морозова.
  - Брат — Василий  (19.10.1892, Санкт-Петербург—1920[4]) скончался на Кубани от тифа в рядах Добровольческой армии в феврале 1920 года[5].
  - Брат — Олег (21.12.1894, Санкт-Петербург — 1920?[4]) сражался в рядах Добровольческой армии, попал в плен и был зверски замучен и убит красными приблизительно в феврале 1920 г.
  - Брат — Игорь (1899, Варшава — 1987, Париж), женат на Нине Алексеевне, урождённая Мещерская (1895, Сормово — 1981, Париж), дочь А. П. Мещерского («русского Форда»). Н. А. Кривошеина автор мемуаров «Четыре трети нашей жизни». Их сын Никита (р. 1934), переводчик, журналист. В 1957—1960 находился в заключении в Дубровлаге по обвинению в антисоветской агитации (под вымышленным именем опубликовал статью во французской газете «Le Monde» с резкой критикой подавления советскими войсками восстания в Венгрии). В 1971 выехал во Францию. Женат на К. И. Кривошеиной (Ершовой). У них сын Иван Кривошеин (р. 1976)
  - Брат —  Кирилл (1903—1977). Родился в Петербурге. Эмигрировал с матерью в 1919 г. Через четыре года в Париже окончил «Ecole Libre des Sciences Politiques», после чего более сорока лет служил в одном из самых известных банков Франции (Лионский Кредит). С началом войны воевал на линии Мажино, попал в плен. Был деятельным участником французского Сопротивления и награждён медалью Сопротивления. Много путешествовал, был большим знатоком искусства. Написал объёмное исследование о жизни и деятельности своего отца («Александр Васильевич Кривошеин». Париж, 1973; М., 1993), послужившее материалом для А. И. Солженицына и его «Красного колеса», где А. В. Кривошеин и его сыновья выведены как действующие персонажи. К. А. Кривошеин скончался в Мадриде, похоронен на кладбище в Севре.

## Труды
статьи
- Аскетическое и богословское учение святого Григория Паламы // Seminarium Kondakovianum. Praha, 1936. — № 8.
- Оксфордский международный патристический съезд // Вестник Русского Западно-Европейского Патриаршего Экзархата. 1951. — № 7-8. — С. 33-36.
- Date du texte traditionnel de la «Priere de Jesus» // Вестник Русского Западно-Европейского Патриаршего Экзархата. 1951. — № 7-8. — С. 55-59.
- Православное духовное предание // Вестник Русского Западно-Европейского Патриаршего Экзархата. 1952. — № 9. — С. 8-20.
- Дата традиционного текста «Иисусовой Молитвы» (доклад, прочитанный на Международном Патристическом съезде в Оксфорде 26 сентября 1951 г.) // Вестник Русского Западно-Европейского Патриаршего Экзархата. 1952. — № 10. — С. 35-38.
- Афон в духовной жизни Православной Церкви (доклад, прочитанный на собрании Оксфордского отд. Содружества муч. Албания и пр. Сергия 31 января 1952 г.) // Вестник Русского Западно-Европейского Патриаршего Экзархата. 1952. — № 12. — С. 5-23.
- Заметка к Слову «О памяти смертной» преп. Симеона Нового Богослова // Вестник Русского Западно-Европейского Патриаршего Экзархата. 1953. — № 14. — С. 92-99.
- «Братолюбивый нищий» (мистическая автобиография преп. Симеона Нового Богослова (949—1022)) // Вестник Русского Западно-Европейского Патриаршего Экзархата. 1953. — № 16. — С. 223—236.
- Ангелы и бесы в духовной жизни (по учению восточных отцов) // Вестник Русского Западно-Европейского Патриаршего Экзархата. 1955. — № 22. — С. 132—157.
- Ангелы и бесы в духовной жизни (примечания к статье «Ангелы и бесы») // Вестник Русского Западно-Европейского Патриаршего Экзархата. 1955. — № 22. — С. 132-152-157.
- Неистовый ревнитель. Преподобный Симеон Новый Богослов как игумен и духовный наставник // Вестник Русского Западно-Европейского Патриаршего Экзархата. 1957. — № 25. — С. 30-53.
- A la memoire de V. Lossky // Вестник Русского Западно-Европейского Патриаршего Экзархата. 1959. — № 30-31
- Jean Chrysostome. Huit Catecheses Baptismales inedites. Introduction, texte critique, traduction et notes de Antoine Wenger, a.a., Paris, 1957 [Иоанн Златоуст. Восемь неизданных поучений о Крещении. Предисловие, критические тексты, перевод и статьи Антония Венгера. Париж, 1957] // Вестник Русского Западно-Европейского Патриаршего Экзархата. 1960. — № 36. — С. 59-60.
- Hans-Georg Beck, professor an der Universität München. Kirche und theologische Literatur im Byzantinischen Reich. München, 1959 [Ганс-Георг Бек, проф. Мюнхенского университета. Церковь и богословская литература в Византийском государстве. Мюнхен, 1959] // Вестник Русского Западно-Европейского Патриаршего Экзархата. 1960. — № 33-34. — С. 131—133.
- Святой Григорий Палама — личность и учение (по недавно опубликованным материалам) // Вестник Русского Западно-европейского патриаршего Экзархата. 1960. — № 33-34.
- Святой Григорий Палама. Личность и учение (по недавно опубликованным материалам) // Вестник Русского Западно-Европейского Патриаршего Экзархата. 1960. — № 33-34. — С. 101—114.
- Le thème de l’ivresse spirituelle dans la mystique de Saint Syméon le Nouveau Théologien // Вестник Русского Западно-Европейского Патриаршего Экзархата. 1960. — № 35. — С. 10-18.
- Histoire de la Spiritualité Chrétienne: J.Louis Bouyer. La Spiritualité du Nouveau Testament et des Pères. Aubier, 1960 [История духовности христиан: И.Луи Буйер. Духовность Нового Завета и отцов. Обье, 1960] // Вестник Русского Западно-Европейского Патриаршего Экзархата. 1960. — № 35. — С. 54-56.
- Early Christian Doctrines by J.N.D.Kelly. D.D… Second Edition. London, 1960 [Дж. Келли. Ранние христианские доктрины. Изд. 2-е. Лондон, 1960] // Вестник Русского Западно-Европейского Патриаршего Экзархата. 1961. — № 38-39. — С. 168—169.
- Patrology by Johannes Quasten… Vol.III. The Golden Age of Greek Patristic Literature. From the Council of Nicaea to the Council of Chalcedon. 1960 [Иоган Квастен. Патрология… Т.3. Золотой век греческой патристической литературы. От Никейского Собора до Халкидонского. 1960] // Вестник Русского Западно-Европейского Патриаршего Экзархата. 1961. — № 37. — С. 61-62.
- La conférence panorthodoxe sur l'île de Rhodes // Вестник Русского Западно-Европейского Патриаршего Экзархата. 1961. — № 40. — С. 179—189.
- Ещё о Халкидонском Соборе и малабарских христианах (по поводу статьи Н. М. Зернова «Что отделяет нас от „Ортодоксальной“ Церкви Южной Индии») // Вестник Русского Западно-Европейского Патриаршего Экзархата. 1961. — № 38-39. — С. 153—161.
- Памяти митрополита Евлогия (Курила) (1880—1961) // Вестник Русского Западно-Европейского Патриаршего Экзархата. 1961. — № 38-39. — С. 164—166.
- Преподобный Симеон Новый Богослов и Никита Стифат (история текста огласительных слов) // Вестник Русского Западно-Европейского Патриаршего Экзархата. 1961. — № 37. — С. 41-47.
- Преподобный Симеон Новый Богослов и его отношение к социально-политической действительности своего времени // Вестник Русского Западно-Европейского Патриаршего Экзархата. 1961. — № 38-39. — С. 121—126.
- [Письмо епископу Кассиану, Ректору Богословского института преп. Сергия в Париже (7 июля 1961)] // Вестник Русского Западно-Европейского Патриаршего Экзархата. 1961. — № 38-39. — С. 162—163.
- Монреальское совещание (впечатления участника) // Вестник Русского Западно-Европейского Патриаршего Экзархата. 1963. — № 42-43. — С. 176—182.
- Paul Evdokimov. L’Orthodoxie (=Bibliothèque Théologique) Neuchatel-Paris. 1959 // Вестник Русского Западно-Европейского Патриаршего Экзархата. 1963. — № 41. — С. 63-66.
- Etera kefalaia. Grégoire Palamas ou Syméon le Nouveau Théologien? // Вестник Русского Западно-Европейского Патриаршего Экзархата. 1963. — № 44. — С. 205—210.
- Les Orthodoxes et le Concile Vatican II // Вестник Русского Западно-Европейского Патриаршего Экзархата. 1963. — № 41. — С. 16-25.
- Quelques mots supplémentaires sur la question des stigmates // Вестник Русского Западно-Европейского Патриаршего Экзархата. 1963. — № 44. — С. 203—205.
- Irenee Hausherr S.I. Noms du Christ et voies d’oraison, Orientalia Christiana Analecta 157, Roma, 1960 // Вестник Русского Западно-Европейского Патриаршего Экзархата. 1964. — № 46-47. — С. 180—183.
- Le congrès international de Venise en commémoration du millénaire du Mont Athos (3-6 septembre 1963) // Вестник Русского Западно-Европейского Патриаршего Экзархата. 1964. — № 45. — С. 30-33.
- La deuxième conférence panorthodoxe à l’Ile de Rhodes // Вестник Русского Западно-Европейского Патриаршего Экзархата. 1964. — № 45. — С. 5-25.
- Le 4-e congrès patristique à Oxford (16-21 septembre 1963) // Вестник Русского Западно-Европейского Патриаршего Экзархата. 1964. — № 45. — С. 26-30.
- Les textes symboliques dans l’Eglise Orthodoxe // Вестник Русского Западно-Европейского Патриаршего Экзархата. 1964. — № 48. — С. 197—217.
- Международный съезд в Венеции, посвященный тысячелетию Афона (3-6 сентября 1963 года) // Журнал Московской Патриархии. 1964. — № 2. — С. 54-56.
- Четвертый Международный съезд патрологов в Оксфорде (сентябрь 1963 года) // Журнал Московской Патриархии. 1964. — № 2. — С. 62-66.
- Второе Всеправославное совещание на острове Родосе // Журнал Московской Патриархии. 1964. — № 4. — С. 32-38.
- La Troisième Conférence Panorthodoxe de Rhodes // Вестник Русского Западно-Европейского Патриаршего Экзархата. 1965. — № 51. — С. 137—161.
- Les textes symboliques dans l’Eglise Orthodoxe // Вестник Русского Западно-Европейского Патриаршего Экзархата. 1965. — № 49. — С. 10-23.
- Les textes symboliques dans l’Eglise orthodoxe // Вестник Русского Западно-Европейского Патриаршего Экзархата. 1965. — № 50. — С. 71-82.
- Le XIXe Congrès international vieux-catholique à Vienne (22-26 septembre 1965) // Вестник Русского Западно-Европейского Патриаршего Экзархата. 1965. — № 52. — С. 201—209.
- XIX Международный Старокатолический конгресс в Вене (22-26 сентября 1965 г.) // Журнал Московской Патриархии. 1965. — № 11. — С. 46-53.
- Третье Всеправославное Совещание на о. Родос (1-15 ноября 1964 г.) // Журнал Московской Патриархии. 1965. — № 7. — С. 42-58.
- La spiritualité orthodoxe // Вестник Русского Западно-Европейского Патриаршего Экзархата. 1966. — № 53. — С. 14-29.
- La composition et la publication d’une confession unique de la foi orthodoxe // Вестник Русского Западно-Европейского Патриаршего Экзархата. 1966. — № 54-55. — С. 71-74.
- Догматическое постановление «О Церкви» II Ватиканского Собора с православной точки зрения // Вестник Русского Западно-Европейского Патриаршего Экзархата. 1966. — № 56. — С. 222—238.
- La Commission inter-orthodoxe pour le dialogue avec les Anglicans (Belgrade 1-15 septembre 1966) // Вестник Русского Западно-Европейского Патриаршего Экзархата. 1967. — № 58. — С. 74-106.
- Les entretiens théologiques concernant les ordres anglicans entre l’Eglise anglicane et l’Eglise orthodoxe russe // Вестник Русского Западно-Европейского Патриаршего Экзархата. 1967. — № 60. — С. 201—214.
- Богословский диалог между Православной Церковью и англиканским вероисповеданиям и его проблемы // Вестник Русского Западно-Европейского Патриаршего Экзархата. 1967. — № 59. — С. 157—178.
- Межправославная комиссия по диалогу с англиканами (Белград, 1-15 сентября 1966 года) // Журнал Московской Патриархии. 1967. — № 6. — С. 35-48.
- Богословские собеседования по вопросу об англиканском священстве между Англиканской и Русской Православной Церквами // Журнал Московской Патриархии. 1967. — № 7. — С. 45.
- Проблема познаваемости Бога: сущность и энергия у св. Василия Великого // Вестник Русского Западно-Европейского Патриаршего Экзархата. 1968. — № 61. — С. 48-55.
- Экклезиология святого Василия Великого // Вестник Русского Западно-Европейского Патриаршего Экзархата. 1968. — № 62-63. — С. 122—150.
- Conférence pan-orthodoxe à Chambèsy près de Genève, 8-15 juin 1968 [Всеправославное совещание в Шамбези, близ Женевы, 8-I5 июня 1968 г.] // Вестник Русского Западно-Европейского Патриаршего Экзархата. 1968. — № 64. — С. 183—216.
- Символические тексты в Православной Церкви. // Богословские труды. М., 1969. — № 4. — С. 5-36.
- Autorité et Saint-Esprit [Авторитет и Святой Дух] // Вестник Русского Западно-Европейского Патриаршего Экзархата. 1969. — № 68. — С. 205—209.
- IV Всеправославное Совещание // Журнал Московской Патриархии. 1969. — № 1. — С. 45-53.
- IV Всеправославное Совещание // Журнал Московской Патриархии. 1969. — № 2. — С. 47-52.
- L’ecclésiologie de saint Basile le Grand [Экклезиология св. Василия Великого] // Вестник Русского Западно-Европейского Патриаршего Экзархата. 1969. — № 66. — С. 75-102.
- Рец. на кн.: I. Smolitsch. Geschichte der Russische Kirche. 1700—1917. Erster Band. Leiden, 1964. LVII, 734 S. (Studien zur Geschichte Osteuropas; 9) [Игорь Смолич. История Русской Церкви. 1700—1917] // Вестник Русского Западно-Европейского Патриаршего Экзархата. 1970. — № 69. — С. 64-69.
- Новые творения преподобного Макария Египетского [предисловие к переводу] // Вестник Русского Западно-Европейского Патриаршего Экзархата. 1970. — № 70-71. — С. 162—163.
- Неизвестное творение преподобного Макария Египетского // Журнал Московской Патриархии. 1970. — № 12. — С. 57.
- Рец. на кн.: R. Roessler. Kirche und Revolution in Russland. Patriarch Tichon und der Sowjetstaat. Koln-Wien, 1969. X, 264 S. (Beitrage zur Geschichte Osteuropas; 7) [Роман Рёсслер. Церковь и революция в России. Патриарх Тихон и Советское государство] // Вестник Русского Западно-Европейского Патриаршего Экзархата. 1970. — № 69. — С. 69-78.
- «Essence créée» et «essence divine» dans la théologie spirituelle de S. Syméon le Nouveau Théologien [«Тварная сущность» и «божественная сущность» в духовном богословии св. Симеона Нового Богослова] // Вестник Русского Западно-Европейского Патриаршего Экзархата. 1971. — № 75-76. — С. 151—170.
- Кафоличность и структуры Церкви. (Некоторые мысли в связи с вступительным докладом проф. С. С. Верховского) // Вестник Русского Западно-Европейского Патриаршего Экзархата. 1972. — № 80. — С. 249—261.
- Третья сессия межправославной комиссии по подготовке богословского диалога с англиканами (Хельсинки, 7-11 июля 1971 г.) [Обзор докладов, прений, протоколов] // Вестник Русского Западно-Европейского Патриаршего Экзархата. 1972. — № 77. — С. 63-75.
- Сессия Межправославной комиссии по диалогу с англиканами (Хельсинки, 7-11 июля 1971 года) // Журнал Московской Патриархии. 1972. — № 4. — С. 55-58.
- L’oeuvre salvatrice du Christ sur la Croix et dans la Résurrection [Спасительная миссия Христа на Кресте и Воскресение] // Вестник Русского Западно-Европейского Патриаршего Экзархата. 1972. — № 78-79. — С. 106—120.
- Спасительное дело Христа на Кресте и в Воскресении // Журнал Московской Патриархии. 1973. — № 2. — С. 64-69.
- L’autorité et l’infanillibilité des Conciles Oecumeniques // Вестник Русского Западно-Европейского Патриаршего Экзархата. 1974. — № 85-88. — С. 63-70.
- Réunion de la Sous-Commission Théologique anglicano-orthodoxe à Rymnic-Vylciu en Roumanie (9-13 juillet 1974) // Вестник Русского Западно-Европейского Патриаршего Экзархата. 1974. — № 85-88. — С. 43-53.
- Дух Святой в христианской жизни по учению преподобного Симеона Нового Богослова // Вестник Русского Западно-Европейского Патриаршего Экзархата. 1975. — № 91-92. — С. 171—191.
- Simplicité de la nature divine et les disinctions en Dieu selon Saint Grégoire de Nysse // Вестник Русского Западно-Европейского Патриаршего Экзархата. 1975. — № 91-92. — С. 133—158.
- Некоторые богослужебные особенности у греков и русских и их значение // Вестник Русского Западно-Европейского Патриаршего Экзархата. 1975. — № 89-90. — С. 71-88.
- Infaillibilité ou indéfectibilité? [Непогрешимость или нерушимость? (Доклад на англикано-православных собеседованиях, июль 1975 г.)] // Вестник Русского Западно-Европейского Патриаршего Экзархата. 1976. — № 93-96. — С. 39-51.
- Vision de Lumière chez St. Syméon le Nouveau Théologien [Видение Света у преп. Симеона Нового Богослова] // Вестник Русского Западно-Европейского Патриаршего Экзархата. 1976. — № 93-96. — С. 15-37.
- Нам его не хватает больше, чем когда-либо : Памяти В. Н. Лосского : Пер. с франц. // Вестник Русского Западно-Европейского Патриаршего Экзархата. 1979. — № 101—104. — С. 98-99.
- Saint Syméon le Nouveau Théologien à travers les ages (XI—XX siècle) [Св. Симеон Новый Богослов через века] // Вестник Русского Западно-Европейского Патриаршего Экзархата. 1979. — № 101—104. — С. 27-32.
- Монахиня мать Екатерина : Опыт духовной биографии // Вестник Русского Западно-Европейского Патриаршего Экзархата. 1985. — № 114. — С. 209.
- Памяти Владимира Лосского // Богословские труды. М., 1985. — № 26. — С. 156—158.
- Высокопреосвященный митрополит Николай, бывший Корсунский, Патриарший Экзарх Западной Европы [некролог] // Журнал Московской Патриархии. 1985. — № 12. — С. 20.
- Аскетическое и богословское учение святого Григория Паламы // Журнал Московской Патриархии. 1986. — № 3. — С. 67-70.
- «Другие Главы». Григорий Палама или Симеон Новый Богослов? // Журнал Московской Патриархии. 1986. — № 4. — С. 68-71.
- «Другие Главы». Григорий Палама или Симеон Новый Богослов? // Журнал Московской Патриархии. 1986. — № 4. — С. 68-71.
- Несколько слов по вопросу о стигматах // Журнал Московской Патриархии. 1986. — № 4. — С. 67-68.
- La doctrine ascétique et théologique de Saint Grégoire Palamas // Вестник Русского Западно-Европейского Патриаршего Экзархата. 1987. — № 115. — С. 45.
- Аскетическое и богословское учение св. Григория Паламы // Вестник Русского Западно-Европейского Патриаршего Экзархата. 1987. — № 115. — С. 109.
- Аскетическое и богословское учение св. Григория Паламы. Пер. фр. резюме того же текста, опубл. в: ВРЗЕПЭ. 1987. — № 115. С. 109—174. Впервые этот же пер., но с редакторской правкой, изд.: Журнал Московской Патриархии. 1986. — № 3. С. 67-70 / пер.: Рещикова В. А. // Альфа и Омега. М., 1995. — № 3(6). — С. 77-82.
- Ангелы и бесы в духовной жизни по учению восточных отцов // Альфа и Омега. М., 1996. — № 4(11). — С. 44-73.
- Экклезиология св. Василия Великого // Страницы. — М., 1998. Т.3. — № 3. — С. 338—358.

книги
- L’enseignement ascetique et mystique de Gregoire Palamas. — Prague, 1936.
- Cathecheses de Simeon Ie Nouveau Theologien. — Paris, 1963.
- Dans la lumiere du Christ: Saint Symeon le Nouveau Theologien: Vie, spiritualite, doctrine. — Chevetogne, 1980. — 424 p.
- Преподобный Симеон Новый Богослов (949—1022). — Париж : YMCA-Press, 1980. — 354 с.
  - Преподобный Симеон Новый Богослов (949—1022). — Москва : Изд-во NBI, 1995. — 343 с.
  - Преподобный Симеон Новый Богослов (949—1022). — Н. Новгород : Изд-во Братства во имя святого князя Александра Невского, 1996. — 443 с. — ISBN 5-88213-014-X
- Богословские труды, 1952—1983 гг. : Ст., докл., пер. / Архиепископ Василий (Кривошеин). — Н. Новгород : Изд-во Братства во имя святого князя Александра Невского, 1996. — 371 с. — ISBN 5-88213-035-2
- Воспоминания : Письма. — Нижний Новгород : Изд-во Братства во имя Св. князя Александра Невского, 1998. — 498 с. — ISBN 5-88213-036-0
- Спасённый Богом: воспоминания, письма родным. — Москва : Изд-во Православного Свято-Тихоновского гуманитарного ун-та, 2019. — 297 с. — (Русские судьбы двадцатого века). — ISBN 978-5-7429-1295-8 — 3000 экз.
- Издат. САТИСъ (СПб) Поместный собор Русской Православной Церкви в Троице-Сергиевой Лавре и Избрание Патриарха Пимена (май-июнь 1971 года)
- Василий (Кривошеин), архиеп. Ангелы и бесы в духовной жизни по учению восточных отцов. — М.: Рус. путь, 2000. — 56 с. — ISBN 5-85887-091-0.
  - Ангелы и бесы в духовной жизни по учению восточных отцов. — СПб. : Сатисъ, 2002. — 46 с.
- Две встречи : Митр. Николай (Ярушевич). Митр. Никодим (Ротов). — СПб. : Сатисъ : Держава, 2003. — 222 с. — (Русская церковь в ХХ столетии : Документы, воспоминания, свидетельства). — ISBN 5737300900
- Церковь Владыки Василия (Кривошеина). — Нижний Новгород: Братство св. Александра Невского, 2004. — 504 с. — ISBN 5-88213-062-X
- «Письма о горнем и дольнем»: Богословские труды, проповеди, воспоминания, письма / составитель К. И. Кривошеина. — СПБ: Сатисъ, 2010 — ISBN 978-5-7868-0027-3
- Некоторые богослужебные особенности у греков и русских и их значение http://www.wco.ru/biblio/books/krivosh4/H1-T.htm
- Письмо владыки Василия (Кривошеина) митрополиту Антонию (Блуму) https://web.archive.org/web/20121103091309/http://www.bogoslov.ru/text/286310.html
- Basile (Krivochéine) «Cerf» PARIS, 2010: «Mémoire des deux mondes» et «Dieu, l’homme, l'Église». Préface du Métropolite Hilarion (Alfeyev) de Volokolamsk, président du département des relations extérieures du patriarcat de Moscou (Два тома: «Воспоминания и Богословские труды» вл. Василия (Кривошеина) вышли в 2010 г. в известном издательстве «Cerf» 2010 г. Париж. Предисловие митрополита Илариона (Алфеева) http://www.editionsducerf.fr/html/fiche/fichelivre.asp?n_liv_cerf=9041